# Södra Näs
Södra Näs is een plaats in de gemeente Varberg in het landschap Halland en de provincie Hallands län. De plaats heeft 600 inwoners (2005) en een oppervlakte van 60 hectare.